# Yellowman
Yellowman (geboren als Winston Foster, 15 januari 1956, Negril, Jamaica) is een Jamaicaanse dubreggae- en dancehall-muzikant, ook bekend als King Yellowman. Hij was vooral populair in de jaren 1980. Yellowman ontleent zijn naam aan het feit dat hij albino is.
Yellowman had een zware jeugd, waarin hij na te vondeling te zijn gelegd opgroeide in een weeshuis in Kingston. Daar kreeg hij te maken met discriminatie en al wat de lage sociale status van een albino in Jamaica met zich meebracht. In muziek vond hij zijn passie en toekomst, en hij volgde lessen op de gerenommeerde Alpha Boys School. Hij won eind jaren 70 The Tastee Talent Contest, waarin dj's toastten (een reggaevorm van rappen). Zijn populariteit groeide snel en in 1981 was hij de eerste dancehall-artiest die een contract tekende bij een grote Amerikaanse platenmaatschappij (CBS Records). Zelfspot en humor werden belangrijke handelsmerken. Na een zware operatie in 1985, waar vanwege kanker een groot deel van zijn kaak werd verwijderd, herstelde de zanger tegen de verwachtingen van de artsen in. Yellowman vervolgde zijn loopbaan ondanks de beperkingen die zijn medische situatie meebracht, en die bijvoorbeeld zingen en articuleren bemoeilijkten. De populariteit van de "dancehall king" bleef; Yellowman heeft wereldwijd nog steeds een trouwe schare fans. Optredens, meestal vergezeld door de "Sagittarius Band", zijn veelal uitverkocht. Yellowman is getrouwd en heeft een zoon en een dochter, waarvan de laatste ook actief is in de muziekbranche.

## Albums
- Mister Yellowman (1982) Greensleeves Records
- King Mellow Yellow Meets Yellowman (1982) Jam Rock (met King mellow yellow)
- Superstar Yellowman Has Arrived With Toyan (1982) Joe Gibbs (met Toyan en Johnny Ringo)
- Duppy Or Gunman (1982) Volcano
- Jack Sprat (1982) GG's
- Just Cool (1982) Jah Guidance
- Live At Reggae Sunsplash (1982) Sunsplash
- Them A Mad Over Me (1982) J&L
- Bad Boy Skanking (1982) Greensleeves (met Fathead)
- For Your Eyes Only (1982) Arrival (met Fathead)
- Live At Aces (1982) VP (met Fathead)
- One Yellowman (1982) Hitbound (met Fathead)
- Supermix (1982) Volcano (met Fathead)
- The Yellow, The Purple & The Nancy (1982) Greensleeves (met Purpleman en Sister Nancy)
- Zungguzungguguzungguzeng (1983) Greensleeves/Blue Moon/Arrival
- Live At Kilamanjaro (1983) Hawkeye
- Live In London (1983) Thunder Bolt
- Live At Ranny Williams Entertainment Center (1983) Roots Rockers (met Lord Sassafrass & Peter Metro)
- Nobody Move, Nobody Get Hurt (1984) Greensleeves
- King Yellowman (1984) Columbia
- One In a Million (1984) Joe Gibbs
- Operation Radication (1984) Top 1000
- Showdown Vol 5 (1984) Hitbound (met Fathead en Purpleman)
- Two Giants Clash (1984) Greensleeves (met Josey Wales)
- Galong Galong Galong (1985) Greensleeves/Blue Moon
- Walking Jewellery Store (1985) Power House
- Girls Them Pet (1986) Taxi
- Going To The Chapel (1986) Shanachie/Greensleeves
- Yellow Like Cheese (1987)
- Yellowman Rides Again (1988)
- Yellowman Sings The Blues (1988) Rohit
- Yellow Man Meets Charlie Chaplin (1989) Power House (met Charlie Chaplin)
- A Feast of Yellow Dub (1990)
- Party (1991)
- Mi Hot (1991) Pow Wow
- Reggae on the Move (1992)
- Live in England (1992) Sonic Sounds
- Prayer (1994) RAS
- Blueberry Hill (1994) JA
- Message to the World (1995)
- Divorced (For Your Eyes Only) (1983) Burning Sounds (met Fathead)
- Freedom of Speech (1997) Black Scorpio
- Yellowman Rides Again (1997) RAS
- Ram Dance Master (1997) Nyam Up
- A Very, Very, Yellow Christmas (1998)
- Stone Wall Rambo (1998) Jamaican Vibes (Sly & Robbie en Yellowman)
- One in a Million (1999) Shanachie
- Chronic (1999) X-Ploit (met Fathead)
- Yellow Like Cheese (1999) RAS
- In Bed With Yellowman (2000) Greensleeves
- Good Sex Guide (2000) Greensleeves
- New York (2003) RAS
- Round 1 (2005) Nuff (Yellowman vs. Ninjaman)

Compilations
- 20 Super Hits (1991) Sonic Sounds
- The Best of Yellowman (1996) Melodie
- RAS Portraits – Yellowman (1997) RAS
- Reggae Anthology - Look How Me Sexy (2001) VP
- Just Cool (2004) Charly
- Yellow Fever (2004) Trojan
- Reggae Chronicles (2006) Hallmark
- Most Wanted (2007) Greensleeves
- Gold (Yellowman en The Paragons)
- Young, Gifted & Yellow (2013)

## Video releases
- Yellowman Peace Tour CRS (VHS)
- Live in San Francisco (2003) Music Video Distributors/2B1 (DVD)
- Yellowman/Chaka Demus and Pliers: Living Legends in Concert (2007) Funhouse (DVD)

Various Artists
- Kingston Signals Vol.1 (2004) Music Video Distributors
- Stars in Action, Part 2 (2007) Island Entertainment

- Bibliothèque nationale de France: cb13901326w (data)
- Gemeinsame Normdatei: 134562429
- International Standard Name Identifier: 0000 0000 5514 888X
- Library of Congress Control Number: n94045117
- MusicBrainz: 870ec051-e50e-4bf9-b704-6098fe0e0297
- Nationale Bibliotheek van Tsjechië: xx0199400
- Nederlandse Thesaurus van Auteursnamen: 101915608
- Système universitaire de documentation: 08793163X
- Virtual International Authority File: 65699037
- WorldCat: E39PBJfrGwMRkPYQxxM8QmkFKd